# Pandanus tuamotensis
Pandanus tuamotensis är en enhjärtbladig växtart som beskrevs av Forest Buffen Harkness Brown. Pandanus tuamotensis ingår i släktet Pandanus och familjen Pandanaceae.
Artens utbredningsområde är Tuamotu. Inga underarter finns listade.